# 格庵遺録
格庵遺録（キョガムヨロク）は、16世紀の朝鮮第13代王「明宗」の時の朝鮮大学者・風水地理学者・易術家である南師古（ナムサゴ）（雅号は格庵）（天文学者、1509―1571年）が、少年時に金剛山へ行き、仙人から天機を得て、著作した「とされる」預言書（予言書）だが、韓国のTV番組「PD手帳」で偽書であることが明らかにされた。

## 概要
現存する本は1944年に「李桃隠」という人物が筆写した「とされる」物で、漢文ではなく、日本統治時代以降に普及した「漢字・ハングル混合文」で書かれており、ハングルの綴りが最近の物であり、更には、明治の日本人が考案した「科学」や「共産」といった単語が使われている。日韓併合や朝鮮戦争が起こることや、更には、電車や飛行機の登場まで予言している。
真相は、格庵遺録は1977年に、「李鑛世」（「李桃隠」と同一人物とされる）によって、ソウルの韓国国立中央図書館に寄贈されたことで、初めて世に出たもので、李鑛世は「天父教」というキリスト教系新宗教団体に属しており、格庵遺録は『「天父教」の教主である「朴泰善」が救世主である』ことを証するために書かれたものであった。
格庵遺録は1991年以降、内容を一部租借した上で利用されたこともある。。
韓国新宗教歴史研究所が、『南師古預言書には、文という姓を持った者が、以北から南韓に来るという記録も何もない』事実を明らかにし、抗議したところ、世界基督教統一神霊協会側は『文鮮明は南師古預言書を見たことがないし見る必要もない』と返答した。